# Rondibilis elongata
Rondibilis elongata là một loài bọ cánh cứng trong họ Cerambycidae.